# Helen Mirren
Helen Lydia Mirren, egentligen Ilena Lydiya Vasilevna Mironova, född 26 juli 1945 i Chiswick, London, är en brittisk skådespelare.

## Biografi

### Familj och uppväxt
Helen Mirren föddes i Chiswick i västra London, men växte upp i den gamla badorten Southend-on-Sea i Essex där hon genomgick den katolska flickskolan St Bernards School, som drevs av nunnor. Hennes far, Vasilij Mironov (som senare bytte namn till Basil Mirren), var en rysk aristokrat som kom till England efter ryska revolutionen och så småningom gifte sig med Mirrens engelska mor. Fadern var före andra världskriget violinist i London Philharmonic Orchestra, men försörjde sig efter kriget som bilskollärare. Modern Kathleen, som hade tolv syskon, kom från en slaktarfamilj och härstammade från Skottland. Hon har en två år äldre syster, Katherine ("Kate"), och en systerson; Simon Mirren, som är en framgångsrik manusförfattare inom brittisk television. Hon hade även en yngre bror, Peter, som avled 2003 och som arbetade som lärare. Ett av Mirrens första jobb som tonåring var som tivoliutropare på bryggan i Southend-on-Sea där hon lockade besökare till de olika attraktionerna.

### Skådespelarkarriär
Helen Mirren har haft stora framgångar på såväl teaterscenen som på film och TV. Hon började sin karriär som ung talang i engelska National Youth Theatre (efter att ha hoppat av studier vid lärarinneseminariet i Hampstead) och fick sitt genombrott på scenen 1967 som Cressida i en uppsättning av Shakespeares Troilus och Cressida. Hon spelade sedan med the Royal Shakespeare Company under flera år på 1970- och 80-talen där hon gjorde ett flertal framstående Shakespearetolkningar. Hon har varit nominerad ett flertal gånger till det engelska teaterpriset Laurence Olivier Award, bland annat för sina roller i John Websters The Dutchess of Malfi (mot Bob Hoskins) 1980 och i Ivan Turgenevs A Month in the Country (mot John Hurt) 1994. På teaterscenen firade hon även 2002-2003 stora framgångar på Broadway i rollen som Alice i Strindbergs Dödsdansen mot Ian McKellen som Kapten Edgar.
Mest känd för en svensk publik är hon kanske som poliskommissarien Jane Tennison i TV-filmen I mördarens spår (1991) och dess uppföljare; Prime Suspect 1-7. Eller som den brittiska agenten Victoria i Red (film), där hon spelar mot bland annat Bruce Willis. Hon filmdebuterade 1969 mot James Mason i filmen Age of Consent. Bland övriga roller och filmer i karriären märks hennes Morgana i Excalibur (1981), Marcella i Cal, drottning Charlotte i Den galne kung George (1994), husföreståndarinnan Mrs. Wilson i Gosford Park (2001), Chris Harper i Kalenderflickorna  (2003), titelrollen i Elizabeth I (2005) och så Stephen Frears film The Queen (2006) där Mirren spelar huvudrollen som drottning Elizabeth II. Denna sistnämnda rollprestation gav Mirren priset för Bästa kvinnliga skådespelare vid Filmfestivalen i Venedig, en amerikansk Golden Globe för Bästa skådespelerska i en dramaproduktion samt sist men inte minst en Oscar för Bästa kvinnliga huvudroll vid Oscarsgalan 2007. För huvudrollen i Elizabeth I (om Elisabet I av England) året innan (där hon spelade mot bland andra Jeremy Irons) belönades Mirren även med en Emmy Award för Bästa kvinnliga huvudroll 2006.

### Privatliv
Mirren är verksam i både England och USA, men är bosatt i Los Angeles tillsammans med sin make, regissören Taylor Hackford, sedan 1986. Mirren levde med den nordirländske skådespelaren Liam Neeson under det tidiga 1980-talet. De träffades när de spelade in filmen Excalibur (1981). Hon utnämndes år 2003 till Dame Helen Mirren (DBE - Dame Commander of the British Empire) av den engelska drottningen.
I en intervju i den brittiska tidningen The Mirror i oktober 2003 berättade Mirren att hon som ung blivit utsatt för ett antal våldtäkter, som inträffade när hon var mellan 16 och 25 år gammal, av män som hon träffade .
Mirren har en tatuering mellan tummen och pekfingret på vänster hand som hon gjorde i början av 1970-talet i ett indianreservat i Minnesota. Tatueringen är ett indiantecken som kallas för lakesh och står för jämlikhet. Privat är den alltid synlig, men måste ständigt sminkas över i film-, tv- och teaterproduktioner med teatersmink. I några filmer har dock tatueringen varit helt synlig, bland annat i Den blodiga långfredagen (1980), Den målade damen (1997) och i Shadowboxer (2005) .
Mirren är privat ett stort fan av boxning..
Hon är öppen med att vara naturist: “I’m a naturist at heart. I love being on beaches where everyone is naked. Ugly people, beautiful people, old people, whatever. It’s so unisexual and so liberating.” År 2004 fick hon utmärkelsen "Naturist of the Year" av “British Naturism”.

## I populärkulturen
Cedric Bixler-Zavala (sångare i rockbandet The Mars Volta) skrev en låt tillägnad Helen Mirren, eftersom hon är hans favoritskådespelerska. Han valde att döpa låten till Ilyena som en täckmantel och alias för hennes namn. Låten finns på skivan The Bedlam in Goliath (The Mars Volta) som släpptes 29 januari 2008.

## Filmografi (i urval)

### Film
- 1969 – Age of Consent
- 1972 – Miss Julie
- 1972 – Savage Messiah
- 1973 – O Lucky Man!
- 1976 – Hamlet
- 1979 – Caligula
- 1979 – S.O.S. Titanic
- 1980 – Den blodiga långfredagen
- 1981 – Excalibur
- 1984 – Cal
- 1984 – 2010
- 1985 – Vita nätter
- 1989 – Kocken, tjuven, hans fru och hennes älskare
- 1991 – Där änglar vägrar gå
- 1991 – I mördarens spår
- 1994 – Den galne kung George
- 1996 – En mors son
- 1997 – Den målade damen
- 1998 – Prinsen av Egypten (röst)
- 1999 – Killing Mrs. Tingle
- 2000 – Gröna fingrar
- 2001 – Löftet
- 2001 – Sista beställningen
- 2001 – Gosford Park
- 2002 – Bill Porter
- 2003 – Kalenderflickorna
- 2004 – The Clearing
- 2004 – Helens små underverk
- 2004 – Prid (röst)
- 2005 – Shadowboxer
- 2005 – Elizabeth I (TV-serie)
- 2005 – Liftarens guide till galaxen (röst)
- 2006 – The Queen
- 2006 – I mördarens spår - Sista akten (TV-film)
- 2007 – National Treasure: Hemligheternas bok
- 2008 – Bläckhjärta
- 2009 – State of Play
- 2009 – The Last Station
- 2010 – Love Ranch
- 2010 – The Debt
- 2010 – The Tempest
- 2010 – Brighton Rock
- 2010 – Legenden om ugglornas rike (röst)
- 2010 – Red
- 2011 – Arthur
- 2012 – The Door
- 2012 – Hitchcock
- 2013 – Monsters University (röst)
- 2013 – Red 2
- 2014 – 100 steg från Bombay till Paris
- 2015 – Woman in Gold
- 2015 – Trumbo
- 2015 – Eye in the Sky
- 2016 – Skönheten i allt
- 2018 – The Leisure Seeker (En sista semester)
- 2019 – Fast & Furious: Hobbs & Shaw
- 2019 – The Good Liar
- 2021 – Fast & Furious 9
- 2022 – White Bird: A Wonder Story
- 2023 – Shazam! Fury of the Gods
- 2023 – Fast X
- 2025 – Torsdagsmordklubben

### TV
- 2022 – 1923 (TV-serie) – Cara Dutton
- 2025 – Mobland (TV-serie) – Maeve Harrigan

## Teater

### Roller
| År   | Roll        | Produktion                                                                   | Regi         | Teater                            |
| ---- | ----------- | ---------------------------------------------------------------------------- | ------------ | --------------------------------- |
| 2001 | Alice       | Dance of Death August Strindberg                                             | Sean Mathias | Broadhurst Theatre, New York, USA |
| 2019 | Medverkande | Freestyle Love Supreme Thomas Kail, Lin-Manuel Miranda och Anthony Veneziale | Thomas Kail  | Booth Theatre, New York, USA      |